# Terremoto de Sanriku de 1933
El terremoto de Sanriku de 1933 (昭和三陸地震 Shōwa Sanriku Jishin?) fue un terremoto ocurrido en la costa de la región de Sanriku, Japón el 3 de marzo de 1933 y que alcanzó una magnitud de 8.4. El tsunami asociado causó daños extendidos.

## Terremoto
El epicentro se ubicó en alta mar, 290 kilómetros (180 millas) al este de la ciudad de Kamaishi, prefectura de Iwate. El sismo principal ocurrió a las 02:30 a. m. hora local del 3 de marzo de 1933 (17:30 UTC del 2 de marzo de 1933) y midió 8.4 en la escala de magnitud de momento. El sismo ocurrió aproximadamente en el mismo lugar que el terremoto de Sanriku de 1896 y ocurrió lo suficientemente lejos de la ciudad para que los temblores causaran poco daño. Aproximadamente tres horas después del sismo principal hubo una réplica de magnitud 6.8, seguida de 76 réplicas más con una magnitud de 5.0 o más durante un período de seis meses. Este fue un evento intraplaca que ocurrió dentro de la Placa del Pacífico, y el mecanismo focal mostró fallas normales.

## Daños
Aunque se produjeron pocos daños por el terremoto, el posterior tsunami que registró una altura de 28,7 metros (94 pies) en Ōfunato, Iwate, causó grandes daños, destruyó muchas viviendas y provocó numerosas víctimas. El tsunami destruyó más de 7.000 hogares a lo largo de la costa norte de Japón, de los cuales más de 4.885 fueron arrastrados. El tsunami también se registró en Hawái con una altura de 2,9 metros (9,5 pies) y también provocó daños leves. La cifra de muertos confirmados ascendió a 1.522 personas, otras 1.542 fueron declaradas desaparecidas y 12.053 heridas. El más afectado fue el pueblo de Tarō, Iwate (ahora parte de la ciudad de Miyako), con el 98% de sus casas destruidas y el 42% de su población fallecida.